# Elongated Man
Elongated Man è un personaggio immaginario dei fumetti di supereroi dell'universo della DC Comics. È un membro di riserva della Lega della Giustizia. Il personaggio è esordito sulla serie The Flash (vol. 1), (n. 112 del maggio 1960). È stato parzialmente creato da Julius Schwartz, che ha spiegato poi di averlo creato solo perché non si era reso conto che la DC avesse acquisito il personaggio di Plastic Man nel 1956.

## Biografia del personaggio
Da ragazzo, Ralph Dibny adorava i contorsionisti. Egli capì che tutti gli artisti specializzati in questa disciplina bevevano una popolare soda chiamata "Gingold". Ralph si mise al lavoro studiando chimica e sviluppò un super-concentrato dell'estratto del raro frutto del Gingo, che gli fornì così l'elasticità.
Ralph divenne così Elongated Man, il detective allungabile, uno dei primi supereroi del dopo guerra, uno dei migliori amici del II Flash, Barry Allen. Contrariamente a Barry, Ralph non celò la sua vera identità dietro una maschera, ma divenne un eroe dall'identità nota al pubblico.
Nei primi tempi della sua carriera conobbe Sue Dearbon, di cui s'innamorò perdutamente e sposò poco tempo dopo: Sue divenne la sua partner sia nella vita che nelle sue avventure; venne eletta anche membro onorario del gruppo di cui faceva parte il marito, la Justice League, privilegio di cui pochi possono vantarsi.
Ralph e Sue si sono molto affezionati anche a Wally West, avendolo conosciuto che era un ragazzino, nei panni di Kid Flash, sidekick del Velocista Scarlatto.
Ralph ha fatto parte di diverse formazioni della JLA, anche se negli ultimi anni assunse il ruolo di riserva.

### Crisi d'identità
Un lutto drammatico ha colpito la vita di Ralph: sua moglie Sue, che aspettava il loro primo figlio, venne brutalmente assassinata nel suo appartamento.
I sospetti di Ralph caddero subito sul Dottor Light, criminale che alcuni anni prima violentò Sue sul satellite della JLA.
Fu in quell'occasione che Freccia Verde, Hawkman, Black Canary, Barry Allen, Hal Jordan, Atomo e Zatanna cominciarono a cancellare la memoria dei criminali, per proteggere i propri cari (poco tempo prima Dinah, Zee e Barry avevano perso il padre, la madre e la moglie a causa di alcuni criminali).
Si scoprì in seguito che ad assassinare Sue Dibny non fu Arthur Light ma Jean Loring, moglie del supereroe Atomo e amica dei Dibny.

### 52
Nella settimana 27 di 52, Ralph Dibny contattò lo Spettro come parte di una ricerca per riportare sua moglie Sue in vita, promettendo di fare per lui qualsiasi cosa purché lo aiutasse. Lo Spettro, desiderando vendicarsi di Eclipso ma reso incapace di farlo a causa del suo ospite, ordinò a Dibny di punire Eclipso non appena sua moglie fosse stata resuscitata. Dibny, che ebbe temporaneamente i poteri dello Spettro, portò Eclipso al punto in cui Jean Loring (moglie di Atom) uccise sua moglie e, recuperando la sua sanità mentale, tentò di intrappolare Jean in un anello temporale e la costrinse a guardare se stessa mentre assassinava Sue in continuazione per tutta l'eternità. Ma la ora sana Jean Loring si inginocchiò e chiese perdono, e Dibny, influenzato dalle sue suppliche, e dal suo senso di compassione e dalle sue sensazioni nel guardare sua moglie morire, si ritrovò incapace di mantenere il patto con lo Spettro. Quindi, fece ritornare Eclipso sulla sua orbita intorno al Sole.

### La notte più profonda
In La notte più profonda n. 0, Mano Nera fu visto in un cimitero in procinto delle tombe di Sue e Ralph Dibny. In La notte più profonda n. 1, divennero membri del Corpo delle Lanterne Nere quando furono attaccati da Hawkman e Hawkgirl; uccisero i due eroi strappando loro i cuori. Sue, Ralph e gli Hawks si unirono più tardi con Firestorm e Martian Manhunter e attaccarono Hal Jordan e Barry Allen. Il combattimento fu interrotto dall'arrivo della Tribù Indigo, che utilizzò i suoi poteri per rimuovere gli anelli neri del potere dalle mani dei coniugi Dibny e mutando i loro corpi in cenere.

## Poteri e abilità
Il preparato chimico da lui bevuto ha donato a Ralph la capacità di allungarsi e deformarsi a dismisura, come se il suo corpo fosse composto da gomma: può assumere qualsiasi forma e resistere a numerosi attacchi fisici, al pari di Plastic Man e a Mister Fantastic della Marvel Comics.
Al contrario di Plastic Man però, Ralph non è completamente invulnerabile e non ha il totale controllo delle molecole del suo corpo, potendo così allungarsi solo relativamente alla sua finita massa corporea.
Ralph, inoltre, è un brillante investigatore e detective, al pari di Batman, oltre che un genio nella chimica.

## Altri media
Elongated Man compare nella serie TV The Flash impersonato da Hartley Sawyer.